# Lijst van ezelrassen

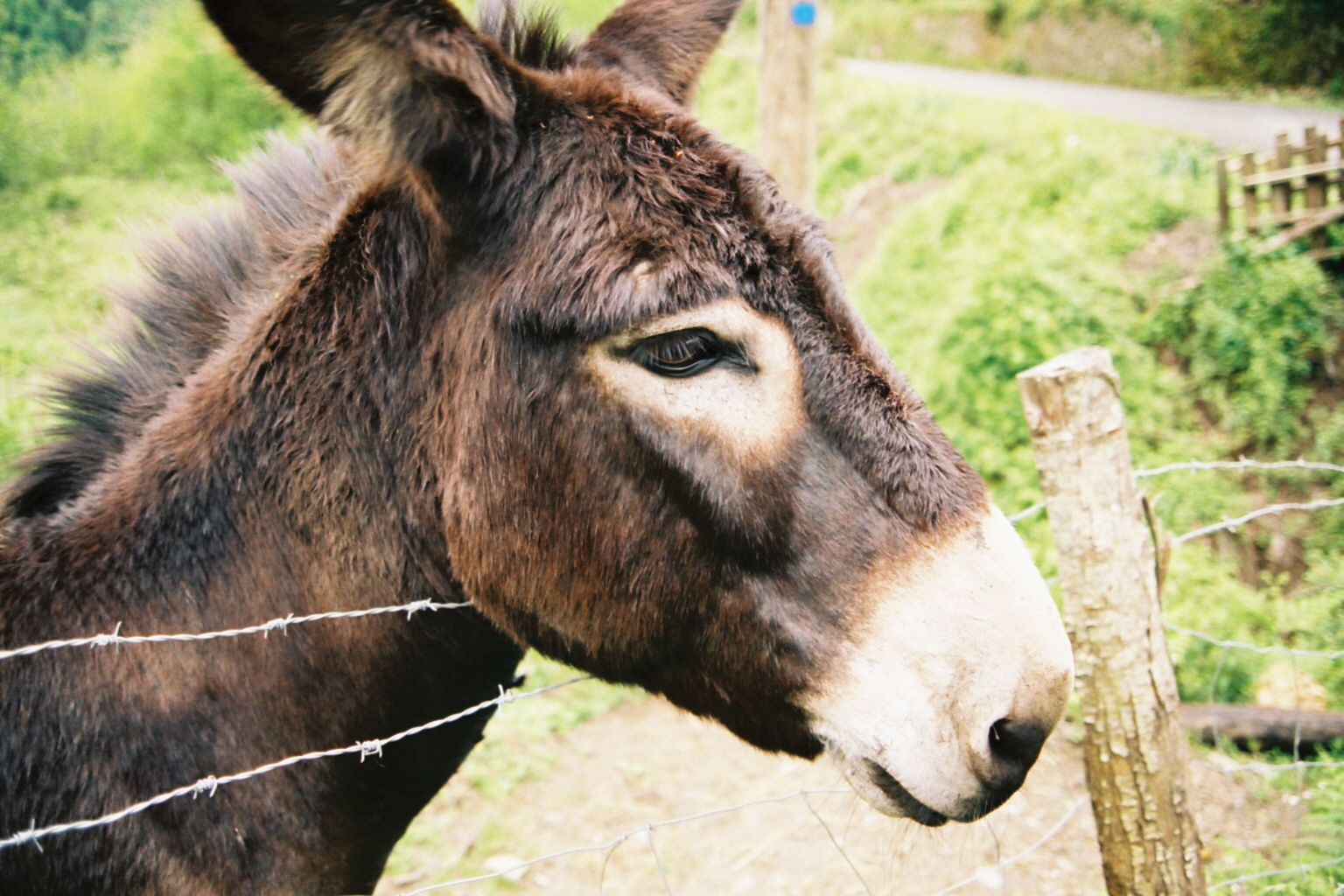
Een dwergezel

Er bestaan veel verschillende soorten ezels. Dit is een lijst van tamme ezelrassen. De meeste komen uit het Middellandse Zeegebied.
- Abessijnse ezel
- Albanese ezel
- Algerijn
- Amerikaanse mini-ezel; ook wel: American Miniature donkey
- Amiata
- Anatolische ezel
- Andalusische ezel
- Ane Gascogne
- Arcadische ezel
- Argentato di Sologno
- Asinara
- Asino Sardo
- Asno Balear
- Asno de las Encartaciones
- Australian Teamster
- Balkan ezel
- Barockesel; ook wel: Oostenrijks-Hongaarse witte ezel
- Bourbonnais; ook wel: Âne du Bourbonnais
- Bulgaarse ezel
- Burro
- Castel Morrone
- Catalaanse ezel
- Criollo
- Corsicaanse ezel; ook wel: Âne Corse
- Cotentin; ook wel: Âne du Cotentin
- Cyprus; ook wel: Gaidouri
- Dwergezel; ook wel: Mediteraanse mini-ezel
- Egyptische ezel
- Ellinikon
- Fariñeiro
- Gewone ezel; ook wel: Huisezel
- Graciosa
- Grand Noir du Berry
- Grigio Siciliano
- Herzegovijnse ezel
- Ierse ezel
- Istarski Magarac
- Karakacan
- L'Âne de L'Ile de Ré
- Majorera ezel
- Mallorcaanse ezel
- Maltese ezel; ook wel: Hmar Malti
- Mammoth Jackstock; ook wel: American Mammoth Jack
- Martina Franca
- Merzifon
- Mirandese ezel
- Mula
- Normandische ezel; ook wel: Âne Normand
- Pantelleria
- Parlagi Szamár; ook wel: Hongaarse steppe-ezel
- Pantesco
- Pega
- Poitou-ezel; ook wel: Baudet de Poitou
- Ponui
- Primorsko Dinarski Magarac
- Provençaalse ezel; ook wel: Âne de Provence
- Pyrenese ezel; ook wel: Âne des Pyrénées
- Ragusa
- Romagnolo
- Sardijnse ezel
- Sjeverno-Jadranski Magarac
- Spotted donkey; ook wel: American Spotted
- Standard donkey
- Thüringer Waldesel
- Viterbese
- Waalse ezel
- Zamorano-Leonés
- Zweedse ezel

Abessijnse ezel ·
Albanese ezel ·
Algerijn ·
Amerikaanse mini-ezel ·
Amiata ·
Anatolische ezel ·
Andalusische ezel ·
Ane Gascogne ·
Arcadische ezel ·
Argentato di Sologno ·
Asinara ·
Asino Sardo ·
Asno Balear ·
Asno de las Encartaciones ·
Balkan ezel ·
Barockesel ·
Bourbonnais ·
Bulgaarse ezel ·
Burro ·
Castel Morrone ·
Catalaanse ezel ·
Corsicaanse ezel ·
Cotentin ·
Cyprus ezel ·
Dwergezel ·
Ellinikon ·
Fariñeiro ·
Graciosa ·
Grand Noir du Berry ·
Grigio Siciliano ·
Herzegovijnse ezel ·
Huisezel ·
Ierse ezel ·
Indische wilde ezel ·
Istarski Magarac ·
Karakacan ·
Kiang ·
L'Âne de L'Ile de Ré ·
Majorera ezel ·
Mallorcaanse ezel ·
Maltese ezel ·
Mammoth Jackstock ·
Martina Franca ·
Merzifon ·
Mirandese ezel ·
Mongoolse wilde ezel ·
Muildier/muilezel ·
Mula ·
Normandische ezel ·
Nubische wilde ezel ·
Onager ·
Pantelleria ·
Parlagi Szamár ·
Pantesco ·
Pega ·
Poitou-ezel ·
Ponui ·
Primorsko Dinarski Magarac ·
Provençaalse ezel ·
Pyrenese ezel ·
Ragusa ·
Romagnolo ·
Sardijnse ezel ·
Sjeverno-Jadranski Magarac ·
Somalische wilde ezel ·
Spotted donkey ·
Standard donkey ·
Thüringer Waldesel ·
Verbeterde Hongaarse ezel ·
Viterbese ·
Waalse ezel ·
Wilde ezel ·
Zamorano-Leonés ·
Zweedse ezel